# Czoliwka (przystanek kolejowy)
Czoliwka (ukr. Чолівка) – przystanek kolejowy w miejscowości Korosteń, w rejonie korosteńskim, w obwodzie żytomierskim, na Ukrainie. Położony jest na linii Korosteń – Żytomierz.